# برگ خرید
برگ خرید یا رسید (انگلیسی: Receipt) برگه‌ای حاوی فهرست و قیمت اجناس فروخته‌شده‌است که فروشنده به خریدار ارائه می‌کند. رسید اثبات می‌کند که خریدار پولی در قبال جنس پرداخت کرده و فروشنده آن پول را دریافت کرده‌است. رسید شامل جزئیات تراکنش بین فروشنده و خریدار می‌باشد. در همگی کشورهای جهان رسیدها باید دارای تاریخ و ساعت معین باشند.